# Ian Ziering

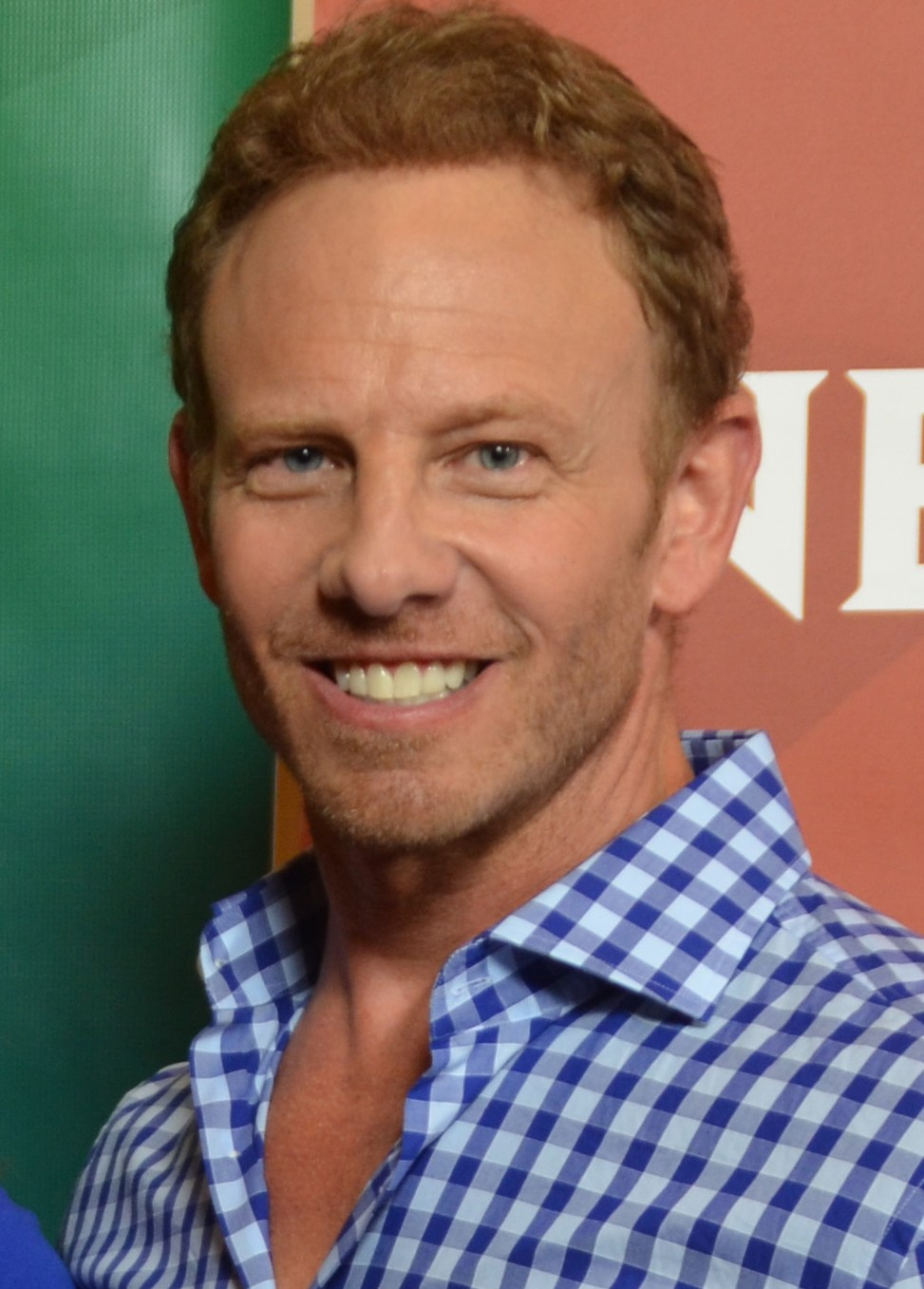
Ian Ziering (2014)

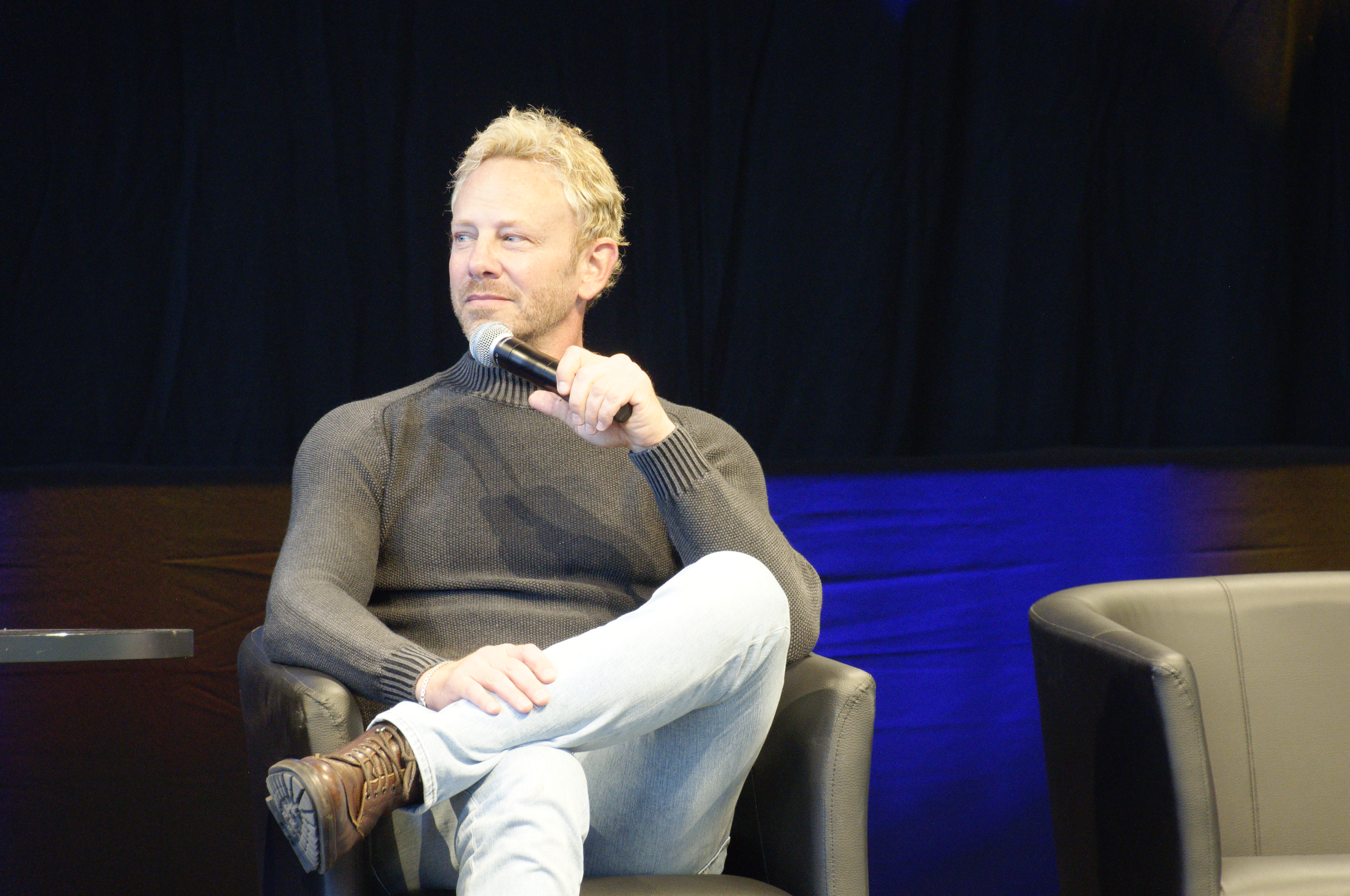
Ian Ziering auf der Comic Con Germany 2022 in Stuttgart

Ian Andrew Ziering (* 30. März 1964 in Newark, New Jersey) ist ein US-amerikanischer Schauspieler. Bekannt wurde Ziering vor allem durch seine Rolle als Steven „Steve“ Sanders in der Fernsehserie Beverly Hills, 90210, in der er von 1990 bis 2000 spielte.

## Leben
Ian Ziering ist jüngstes von drei Kindern des Ehepaares Paul und Micki Ziering und wuchs in West Orange, New Jersey auf. Im Alter von zwölf Jahren stand Ziering erstmals für Fernsehwerbespots vor der Kamera. Erste schauspielerische Erfahrungen sammelte er in der Rolle des Nils in dem Broadway-Musical I Remember Mama, das von Mai bis September 1979 in New York City aufgeführt wurde.
Seine erste Filmrolle war die des Sammy Butterfield in dem Liebesdrama Endlose Liebe (1981) mit Brooke Shields in der Hauptrolle. Danach folgten Engagements in Fernsehserien wie Springfield Story und Eine schrecklich nette Familie, bevor Ziering 1990 eine Hauptrolle in der Jugendserie Beverly Hills, 90210 erhielt. Durch die Darstellung des Steven „Steve“ Sanders wurde Ziering weltberühmt und er war von 1990 bis 2000 in insgesamt 292 Episoden in der Rolle zu sehen.
Seit dem Ende von Beverly Hills, 90210 hatte Ziering einige Gastauftritte in Fernsehserien wie JAG – Im Auftrag der Ehre, Hallo Holly und CSI: NY.
Im Frühjahr 2007 nahm Ziering an der vierten Staffel von Dancing with the Stars, dem US-amerikanischen Pendant zur RTL-Show Let’s Dance teil. Mit seiner professionellen Tanzpartnerin Cheryl Burke schaffte er es bis ins Halbfinale.
Neben seiner Arbeit fürs Fernsehen betätigt sich der Schauspieler als Vertreter für Kosmetikprodukte.
Von 1997 bis 2002 war Ziering mit der Schauspielerin Nikki Schieler verheiratet. Im Mai 2010 heiratete Ziering die Krankenschwester Erin Ludwig. Seine Frau brachte am 25. April 2011 das erste gemeinsame Kind, eine Tochter, zur Welt.

## Filmografie (Auswahl)
- 1981: Endlose Liebe (Endless Love)
- 1981–1982: The Doctors (Fernsehserie)
- 1986–1988: Springfield Story (Guiding Light, Seifenoper)
- 1988: Junge Schicksale (ABC Afterschool Specials, Fernsehserie, Episode: Terrible Things My Mother Told Me)
- 1990: CBS Schoolbreak Special (Fernsehserie, Episode: Flour Babies)
- 1990: Eine schrecklich nette Familie (Married… with Children, Fernsehserie)
- 1990–2000: Beverly Hills, 90210 (Fernsehserie)
- 1992: Melrose Place (Fernsehserie, 3 Episoden)
- 1993: Biker Mice from Mars (Zeichentrickserie, Synchronstimme)
- 1995: Willkommen im Paradies (The Women of Spring Break, Fernsehfilm)
- 1995: Das Yakuza-Kartell (No Way Back)
- 1995: Savate – Kampf ohne Gnade (Savate)
- 1996: Mind Storm (Subliminal Seduction, Fernsehfilm)
- 1996: Mighty Ducks – Das Powerteam (Mighty Ducks, Fernsehserie, Stimme)
- 1997: Mighty Ducks the Movie: The First Face-Off (Stimme)
- 1998: Godzilla – Die Serie (Godzilla: The Series, Fernsehserie, Stimme)
- 1999: Love Boat – Auf zu neuen Ufern (The Love Boat: The Next Wave, Fernsehserie)
- 1999: Batman Beyond: The Movie (Stimme)
- 1999: Batman of the Future (Batman Beyond, Fernsehserie, Stimme)
- 2000: Zweimal im Leben (Twice in a Lifetime, Fernsehserie)
- 2001: Inside Schwartz (Fernsehserie)
- 2001: JAG – Im Auftrag der Ehre (JAG, Fernsehserie, Episode: Ambush)
- 2002: Son of the Beach (Fernsehserie)
- 2002: Hallo Holly (What I Like About You, Fernsehserie)
- 2003: Spider-Man (Fernsehserie, Stimme)
- 2005: Domino
- 2005: Six Months Later (Kurzfilm)
- 2006: Man vs. Monday (Kurzfilm)
- 2006: Stripped Down
- 2006–2007: Biker Mice from Mars (Fernsehserie, Stimme)
- 2007: Side Order of Life (Fernsehserie)
- 2007: Tyrannosaurus Azteca
- 2007: Drawn Together (Fernsehserie, Stimme)
- 2008: Lava – Die Erde verglüht (Lava Storm, Fernsehfilm)
- 2009: Step Seven (Kurzfilm)
- 2009: The Christmas Hope (Fernsehfilm)
- 2010: Hopelessly Devoted (Kurzfilm)
- 2010: CSI: NY (Fernsehserie)
- 2010: Elopement
- 2011: 301 – Scheiß auf ein Empire (The Legend of Awesomest Maximus)
- 2011: Happily Divorced (Fernsehserie)
- 2012: Der Chaos-Dad (That’s My Boy)
- 2013: Sharknado – Genug gesagt! (Sharknado, Fernsehfilm)
- 2014: Sharknado 2 (Sharknado 2: The Second One, Fernsehfilm)
- 2015: Defiance (Fernsehserie, Episode 3x07)
- 2015: Sharknado 3 (Sharknado 3: Oh Hell No!, Fernsehfilm)
- 2015: Lavalantula – Angriff der Feuerspinnen (Lavantula, Fernsehfilm)
- 2016: Sharknado 4 (Sharknado 4: The 4th Awakens, Fernsehfilm)
- 2017: Sharknado 5: Global Swarming (Fernsehfilm)
- 2018: Sharknado 6: The Last One (The Last Sharknado: It’s About Time, Fernsehfilm)
- 2019: Swamp Thing (Fernsehserie, 7 Episoden)
- 2019: Malibu Rescue (Fernsehserie, 4 Episoden)
- 2019: BH90210 (Fernsehserie, 6 Episoden)
- 2020: The Order (Fernsehserie, 1 Folge)
- 2021: The Other Two (Fernsehserie, 1 Folge)
- 2023: Clone High (Fernsehserie, 1 Folge)